# سلحفاة بل مفصلية الظهر
سلحفاة بل مفصلية الظهر هي نوع من السلاحف البرية ينتمي إلى جنس السلاحف المفصلية. مثل جميع السلاحف المفصلية، لديها مفصلٌ مُميَّز يمنحها اسمها، وقد كانت تعد أكثر السلاحف المفصلية انتشاراً وشهرة، إذ تقطن مساحاتٍ واسعةً من أفريقيا جنوب الصحراء، من تنزانيا شمالاً وحتى جنوب أفريقيا. إلا إنَّ مراجعة حديثة أجراها أحد العلماء قد تفيد بأن السلحفاة لم تعد موجودة الآن إلا في وسط أفريقيا، بين أنغولا وبوروندي. ثمة عدة تحت أنواعٍ تتبع هذه السلحفاة، وتفيد الدراسات بأن بعضها قد ترقى إلى أنواعٍ مستقلَّة.
سلاحف بل مفصلية الظهر هي سلاحف صغير الحجم، يمكن أن يصل طولها إلى 22 سنتيمتراً، ذات لون بني. لدى السلحفاة عند خلف صدفتها مفصلٌ يتحرَّك بمقدار 90 درجة، وعند إغلاقه يمكنها حماية ذيلها وأرجلها الخلفية من المفترسين. غالباً ما تكون لديها خمسة مخالب في كل قدم، باستثناء تحت النوع الغربي منها. تعيش السلاحف المفصلية في الصحارى والسافانا، كما قد تتواجد في الغابات. وهي حيوانات قارتة، يتألف غذاؤها بشكل أساسيّ من النباتات، إلا إنها قد تتغذى أيضاً على الأغصان والجذور والثمار وديدان الأرض والحلازين والشراغيف واللافقاريات الصغيرة الأخرى. ومن أبرز أعدائها النمور والعقبان والباز.

## تحت الأنواع
توجد أربع تحت أنواع مُصنَّفةٍ حالياً على أنها تتبع سلحفاة بل مفصلية الظهر، علماً أن بعضها تعتبر أنواعاً مستقلَّة (الغربية والجنوبية الشرقية):
- سلحفاة بل مفصلية الظهر الشائعة (K. b. belliana).
- سلحفاة مدغشقر مفصلية الظهر (K. b. domerguei).
- سلحفاة بل مفصلية الظهر الغربية (K. b. nogeuyi).
- سلحفاة بل مفصلية الظهر الجنوبية الشرقية (K. b. zombensis).